# Xenia Georgia Assenza
Xenia Assenza, talvolta accreditata come Xenia Giorgia Assenza o Xenia Heutling (Amburgo, 15 dicembre 1990), è un'attrice tedesca.

## Biografia e carriera
Xenia è nata nella città di Amburgo, dove ha frequentato la scuola Rudolf Steiner. Il primo contatto con la recitazione, è stato all'età di undici anni, quando ha partecipato ad una produzione scolastica del gioco Momo. La sua formazione si arricchisce, dopo aver frequentato dal 2006 al 2008 la Scuola Europea di recitazione a Zurigo. Con il nome Xenia Heutling è avvenuto il suo debutto cinematografico nel 2008 con il cortometraggio Unterm Strich Null. Xenia Georgia Assenza inoltre è apparsa in ruoli e in episodi diversi di varie serie televisive. Nel 2011 è nel cast del film televisivo andato in onda su Sat.1 Die Verführung - Das fremde Mädchen, nel quale recita accanto a Christoph M. Ohrt e Bettina Zimmermann in un ruolo di secondario.
Xenia attualmente è residente a Berlino.

## Filmografia
- 2008: Alles wegen des Hundes (cortometraggio)
- 2008: Unterm Strich Null (cortometraggio)
- 2009: Allein unter Schülern (film tv)
- 2010: Il nostro amico Charly (serie tv)
- 2010: Squadra Speciale Vienna - serie TV, 1 episodio
- 2010: Il commissario Schumann (Der Kriminalist) (serie crime)
- 2010: Die Bergwacht (serie tv)
- 2010: Bäumchensetzen (cortometraggio)
- 2010: Schnell ermittelt - ruolo Gordana Hannbaum (serie tv)
- 2011: Die Verführung - Das fremde Mädchen (film tv)
- 2011: Isenhart – Die Jagd nach dem Seelenfänger(film tv)
- 2011: World Express – Atemlos durch Mexiko (film tv)
- 2011: Gräfin von Teschen (documentario storico)
- 2011: Scharfe Hunde (serie tv, pilota)
- 2012: Die Rache der Wanderhure (film tv)
- 2012: IK1 - Touristen in Gefahr (serie tv)
- 2012: Wilsberg (serie TV)